# Mons Calpe SC
Mons Calpe SC ist ein Amateur-Fußballverein aus Gibraltar. Er spielt in der Gibraltar Eurobet Division, der höchsten Spielklasse Gibraltars.

## Geschichte
Mons Calpe SC erreichte in der Saison 2013/14 den 2. Platz in Liga 2. Somit war der Verein berechtigt an der Relegation gegen den Vorletzten der Gibraltar Eurobet Division zu spielen. Das Relegationsspiel wurde am 18. Mai 2014 gegen St Joseph’s FC mit 0:2 verloren. Somit verblieb der Verein in der Saison 2014/15 in Liga 2. 2016 folgte dann endlich der Aufstieg in die erste Liga und fünf Jahre später die erstmalige Teilnahme an einem europäischen Wettbewerb, der UEFA Europa Conference League. Dort traf man in der 1. Qualifikationsrunde auf den FC Santa Coloma aus Andorra und schied mit 1:1 und 0:4 aus.

## Statistik
| Saisons | Div. | Līga             | Platz | web    | Notering    |
| ------- | ---- | ---------------- | ----- | ------ | ----------- |
| 2013/14 | 2.   | Second Division  | 2.    | [ 1 ]  |             |
| 2014/15 | 2.   | Second Division  | 8.    | [ 2 ]  |             |
| 2015/16 | 2.   | Second Division  | 2.    | [ 3 ]  | ▲           |
| 2016/17 | 1.   | Premier Division | 5.    | [ 4 ]  |             |
| 2017/18 | 1.   | Premier Division | 5.    | [ 5 ]  |             |
| 2018/19 | 1.   | Premier Division | 4.    | [ 6 ]  |             |
|         |      |                  |       |        |             |
| 2019/20 | 1.   | National League  | x.    | [ 7 ]  | abgebrochen |
| 2020/21 | 1.   | National League  | 4.    | [ 8 ]  |             |
| 2021/22 | 1.   | National League  | 6.    | [ 9 ]  |             |
| 2022/23 | 1.   | National League  | 7.    | [ 10 ] |             |
| 2023/24 | 1.   | National League  | 5.    | [ 11 ] |             |

## Europapokalbilanz
| Saison  | Wettbewerb                    | Runde                  | Gegner          | Gesamt | Hin     | Rück    |
| ------- | ----------------------------- | ---------------------- | --------------- | ------ | ------- | ------- |
| 2021/22 | UEFA Europa Conference League | 1. Qualifikationsrunde | FC Santa Coloma | 1:5    | 1:1 (H) | 0:4 (A) |

Gesamtbilanz: 2 Spiele, 1 Unentschieden, 1 Niederlage, 1:5 Tore (Tordifferenz −4)